# Eau ferrugineuse
L'eau ferrugineuse est une variété d'eau minérale riche en ions Fe2+ ou Fe3+. 

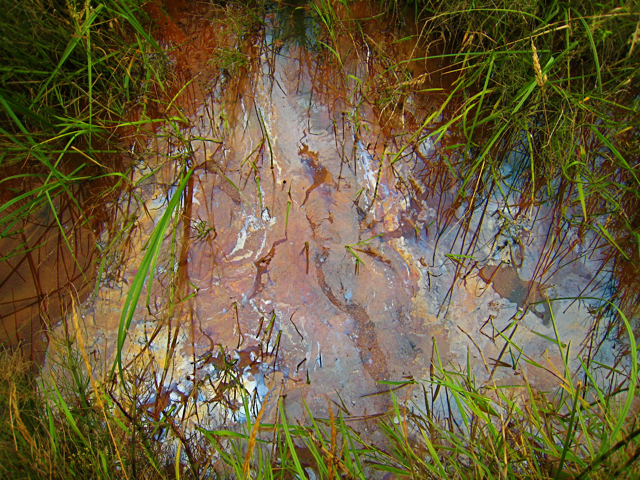
L'activité des bactéries ferroxydantes dans les eaux ferrugineuses peut se manifester sous forme d'irisations qui résultent de l'interférence de la lumière incidente avec la surface du film bactérien.

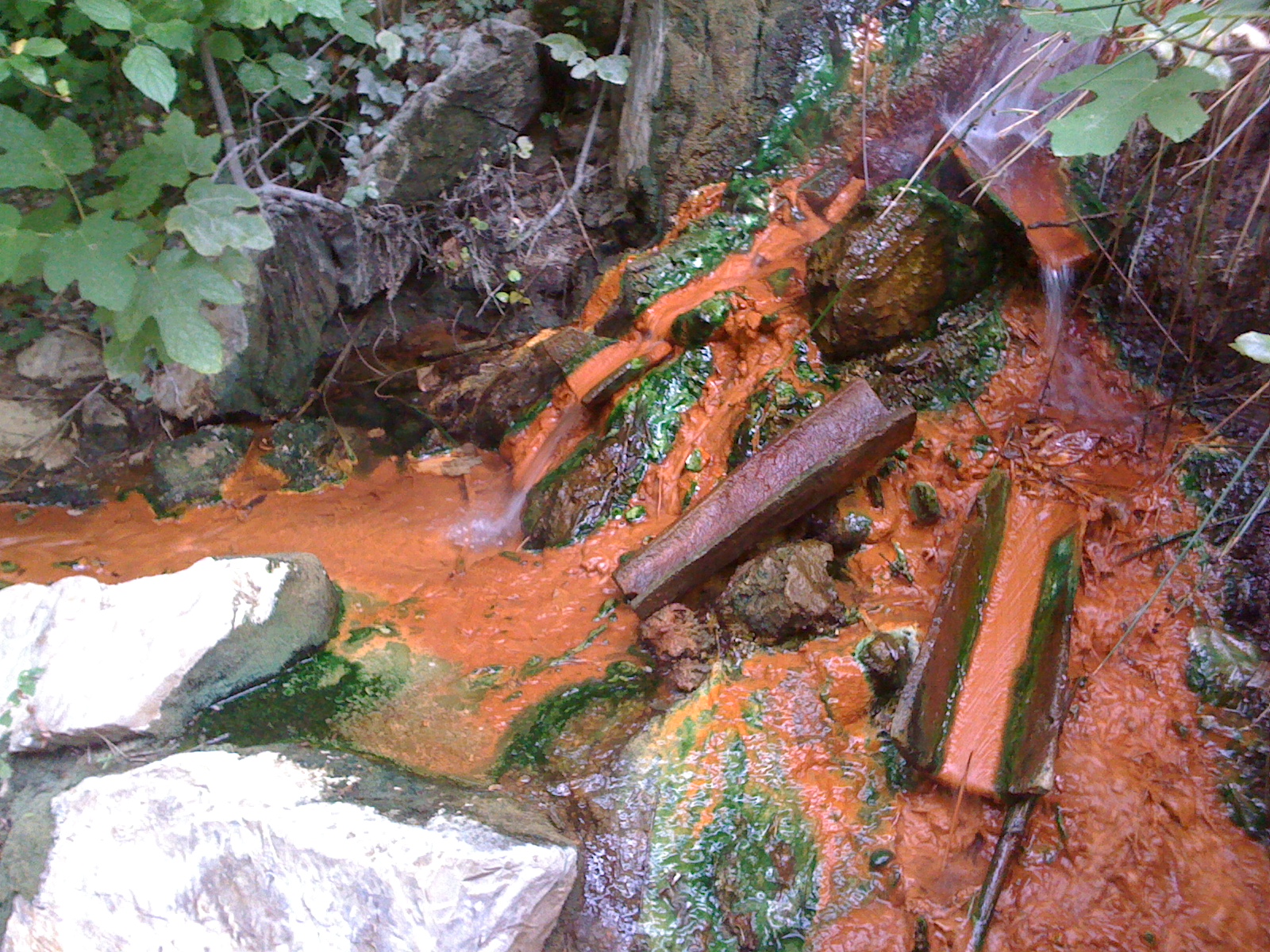
Elle peut se manifester aussi sous forme d'ocre ferreuse qui entoure la végétation immergée.

## Caractéristiques
De nombreuses sources en pays volcaniques, comme aux Açores, contiennent du Fe2+ en solution. En arrivant à l'air libre contenant 21 % d'O2, ce Fe2+ est oxydé en Fe3+. Cette oxydation a lieu sous l'action de ferrobactéries quand la température permet la vie bactérienne (c'est-à-dire une température < 115 °C), ce qui est le cas de la totalité des sources à la pression de 1 atmosphère, et le cas dans les fumeurs océaniques là où l'eau a une température < 115 °C. Les bactéries utilisent l'énergie libérée par cette oxydation pour assurer leurs besoins énergétiques et réaliser la transformation de CO2 en matière organique (ce sont des bactéries chimiolithotrophes). Ce Fe3+ précipite sous forme d'hydroxydes ferriques [ Fe(OH)3 ], qui forment alors des concrétions colorées assez similaires aux concrétions karstiques (stalactites, encroûtements…) et aux stromatolithes classiques.
De telles sources existent aussi en Auvergne, où elles donnent lieu à un festival de concrétions et de couleurs bactériennes, aussi spectaculaires et plus faciles d'accès que Lombadas aux Açores (cf. géologie des sources thermo-minérales d'Auvergne et chimiolithotrophie dans les sources thermo-minérales d'Auvergne).
Le carbonate de protoxyde de fer ou de sulfate de fer qu'elle contient donne à l'eau ferrugineuse une saveur atypique. À Spa, au XIXe siècle les curistes prenaient de l'anis, du carvi, de la coriandre ou des écorces d'orange confites pour mieux supporter le goût de l'eau.

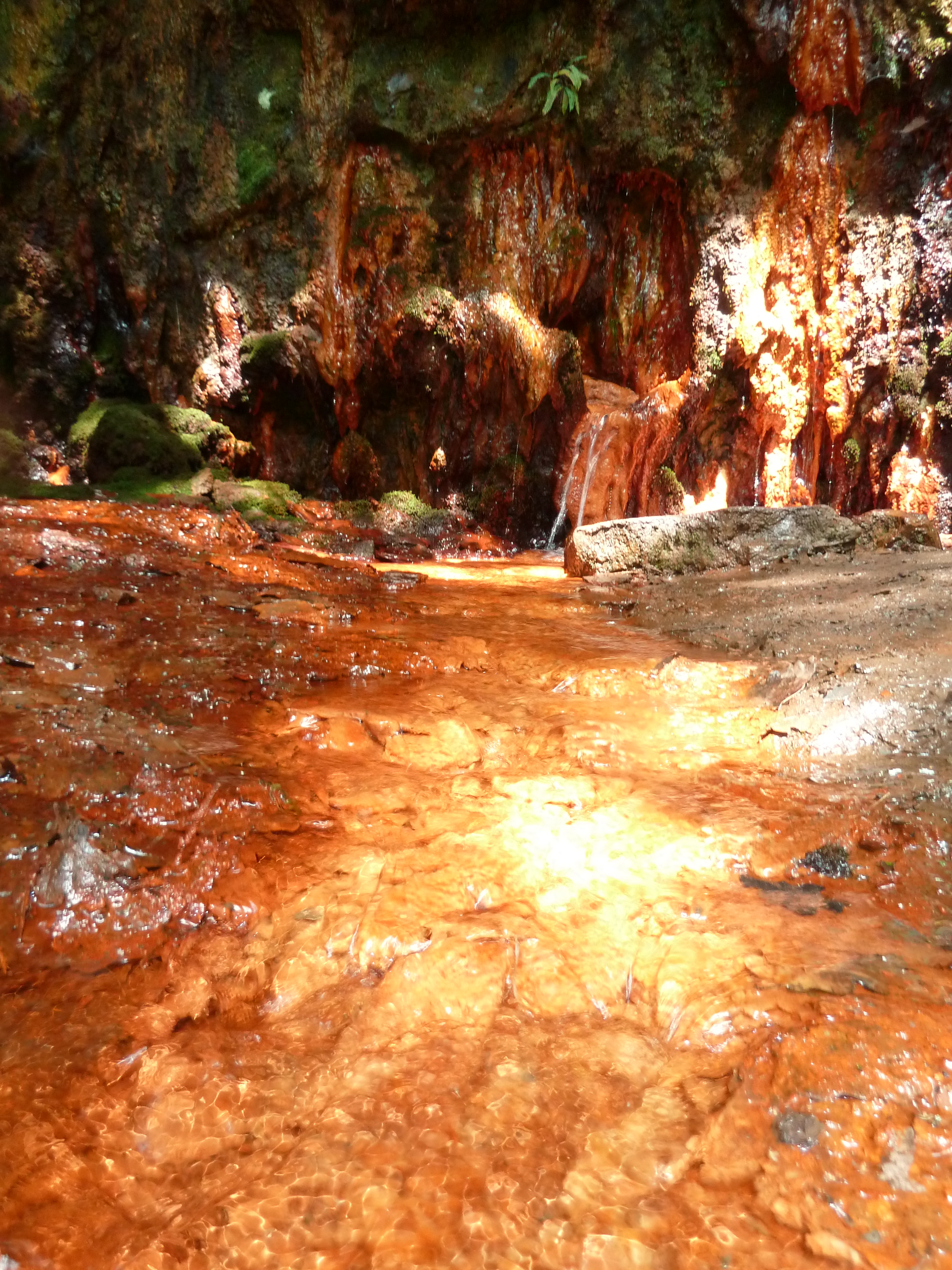
Source ferrugineuse, Laifour, département des Ardennes.

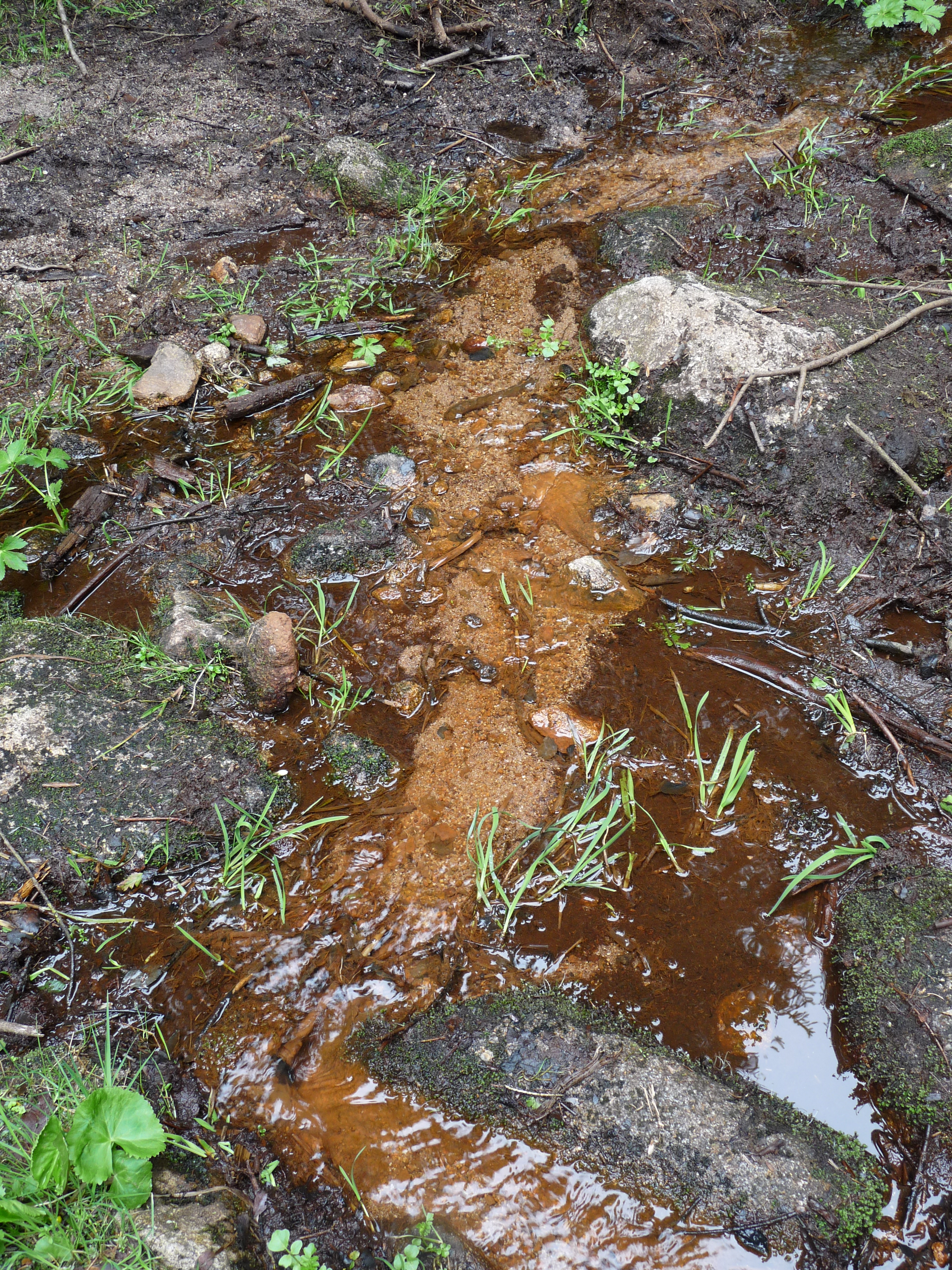
Source ferrugineuse dans les Vosges.

## Vertus médicinales

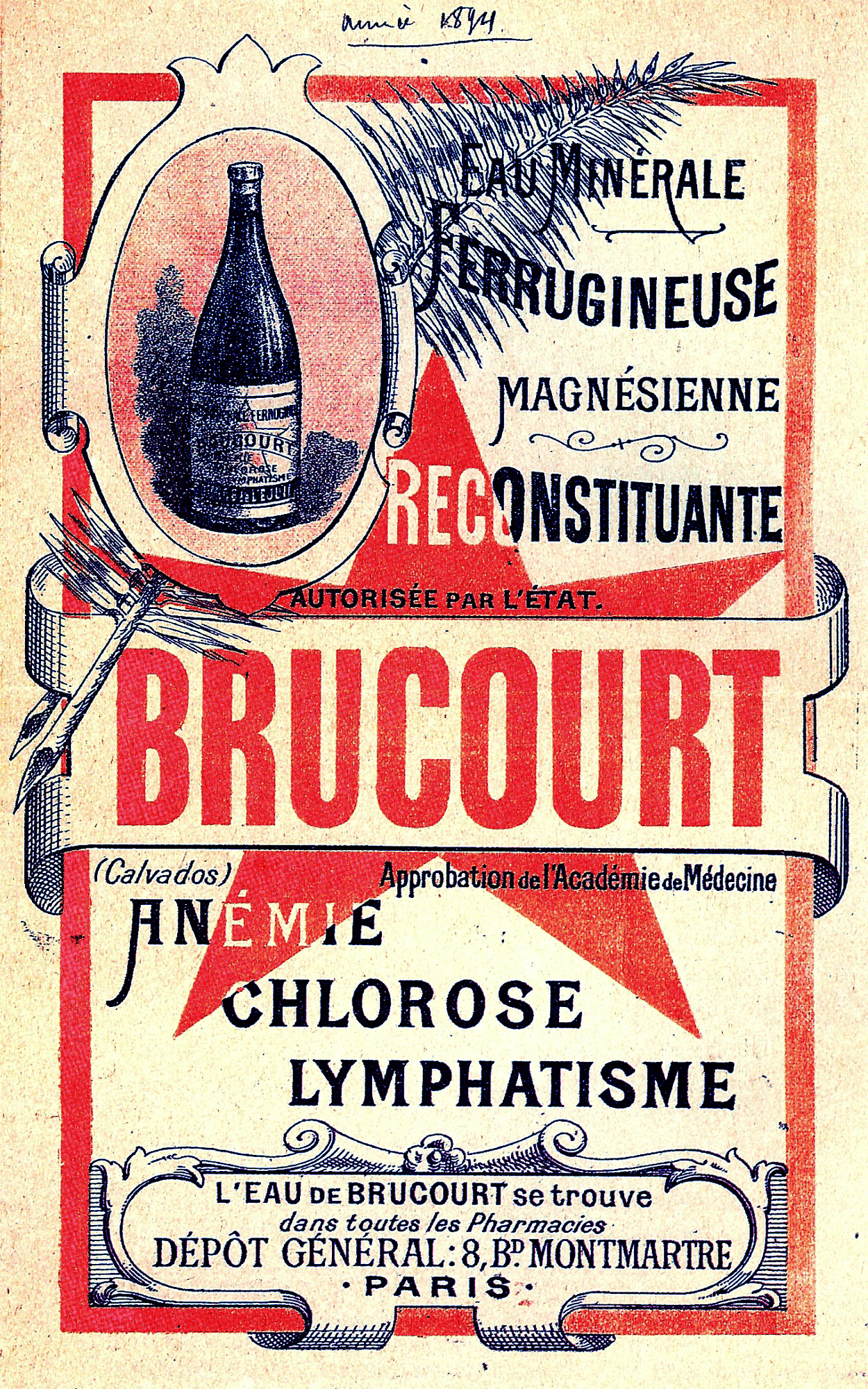
Publicité de 1894 pour une eau de source ferrugineuse à Brucourt.

On retrouve dans les thérapies traditionnelles la théorie des signatures et la médecine métaphorique prêtant au fer, métal solide et dur, des vertus médicinales. Il est d'usage jusqu'au XXe siècle de faire des cures d'eaux ferrugineuses (sous forme d'eau de source, de fontaine, d'eau macérée dans laquelle on laisse rouiller de la limaille, des clous, des fers de forgerons ou des boules d'acier, eau préparée par les apothicaires à l'état de lactate de fer, de peptonate de fer) censées avoir des vertus tonifiantes, lutter contre l'anémie ou prévenir (voire guérir) de l'alcoolisme.